# كلية اوكسيدنتال
كلية اوكسيدنتال (بالإنجليزية: Occidental College)‏  هي جامعة خاصة، تأسست في 1886م، في الولايات المتحدة، وهي عضوة في Digital Library Federation ‏، وCenter for Research Libraries ‏.